# Bogaje
Bogaji este un sat din comuna Rožaje, Muntenegru. Conform datelor de la recensământul din 2003, localitatea are 222 de locuitori (la recensământul din 1991 erau 179 de locuitori).

## Demografie
În satul Bogaji locuiesc 160 de persoane adulte, iar vârsta medie a populației este de 32,6 de ani (31,4 la bărbați și 34,0 la femei). În localitate sunt 67 de gospodării, iar numărul mediu de membri în gospodărie este de 3,31.
Populația localității este foarte eterogenă.
|  |

| Demografie | Demografie | Demografie |
| An         | Locuitori  | Locuitori  |
| ---------- | ---------- | ---------- |
|            |            |            |
|            |            |            |
|            |            |            |
|            |            |            |
| 1948       | 159        |            |
| 1953       | 176        |            |
| 1961       | 167        |            |
| 1971       | 164        |            |
| 1981       | 161        |            |
| 1991       | 179        | 179        |
| 2003       | 245        | 222        |

| \| Componența etnică conform recensământului din 2003[2] \| Componența etnică conform recensământului din 2003[2] \| Componența etnică conform recensământului din 2003[2] \| Componența etnică conform recensământului din 2003[2] \| Componența etnică conform recensământului din 2003[2] \| \| ----------------------------------------------------- \| ----------------------------------------------------- \| ----------------------------------------------------- \| ----------------------------------------------------- \| ----------------------------------------------------- \| \| \| \| \| \| \| \| Sârbi \| Sârbi \| \| 132 \| 59,45% \| \| Bosniaci \| Bosniaci \| \| 52 \| 23,42% \| \| Muntenegreni \| Muntenegreni \| \| 31 \| 13,96% \| \| Musulmani \| Musulmani \| \| 7 \| 3,15% \| \| necunoscută \| necunoscută \| \| 0 \| 0% \| |              |  |     |        |
| Componența etnică conform recensământului din 2003 |              |  |     |        |
| |              |  |     |        |
| Sârbi | Sârbi        |  | 132 | 59,45% |
| Bosniaci | Bosniaci     |  | 52  | 23,42% |
| Muntenegreni | Muntenegreni |  | 31  | 13,96% |
| Musulmani | Musulmani    |  | 7   | 3,15%  |
| necunoscută | necunoscută  |  | 0   | 0%     |